# Subida a Altzo
La Subida a Altzo est une course cycliste espagnole qui se déroule le 31 juillet dans la communauté autonome du Pays basque. Disputée sous la forme d'un contre-la-montre en côte, elle débute à Alegia et se termine sur les hauteurs de la ville d'Altzo, pour une distance de 5,2 kilomètres.
La course compte parmi ses lauréats quelques cyclistes réputés comme Santiago Blanco, Unai Osa, Joseba Beloki, José Iván Gutiérrez ou encore Andrey Amador. Le record de la compétition est détenu par Gaizka Lejarreta (es), avec un temps de 7 minutes et 49 secondes réalisé sur l'édition 2003.

## Palmarès
| Année | Vainqueur             | Deuxième                 | Troisième                |
| ----- | --------------------- | ------------------------ | ------------------------ |
| 1992  | Julián Barcina        |                          |                          |
| 1993  | Santiago Blanco       |                          |                          |
| 1994  | Santiago Blanco       |                          |                          |
| 1995  | Miguel Morrás (es)    |                          |                          |
| 1996  | Unai Osa              |                          |                          |
| 1997  | Joseba Beloki         |                          |                          |
| 1998  | Aitor Silloniz        |                          |                          |
| 1999  | Iván Gutiérrez        | Juan Manuel Gárate       | Gorka Arrizabalaga       |
| 2000  | Iñaki Isasi           | Xabier Zandio            | Jon Agirrebeitia         |
| 2001  | Lander Euba           | Andoni Aranaga           | Juan Fuentes             |
| 2002  | Joseba Albizu         | Andoni Aranaga           | Aitor Pérez Arrieta      |
| 2003  | Gaizka Lejarreta (es) | Jacinto Ceballos         | Aitor Pérez Arrieta      |
| 2004  | Josu Agirre           | Xabat Otxotorena         | Joseba Agirrezabala      |
| 2005  | Francisco Gutiérrez   | Josu Agirre              | Joseba Agirrezabala      |
| 2006  | Francisco Gutiérrez   | Egoitz Murgoitio         | Lander Aperribai         |
| 2007  | Ismael Esteban        | Gorka Izagirre           | Guillermo Lana           |
| 2008  | Andrey Amador         | Ismael Esteban           | Luis Moyano              |
| 2009  | Garikoitz Bravo       | Ion Izagirre             | Fabricio Ferrari         |
| 2010  | Igor Romero           | Yelko Gómez              | Igor Merino              |
| 2011  | Yelko Gómez           | Illart Zuazubiskar       | Igor Merino              |
| 2012  | Arkaitz Durán         | Santiago Ramírez         | Jon Ander Insausti       |
| 2013  | Antton Ibarguren      | Jon Ander Insausti       | Óscar González del Campo |
| 2014  | Imanol Estévez        | Julen Amézqueta          | Mikel Bizkarra           |
| 2015  | Aitor González Prieto | Óscar González del Campo | Diego Tirilonte          |
| 2016  | Jaime Castrillo       | Óscar González del Campo | Marc Buades              |